# Pozo Azul
Pozo Azul es un manantial o surgencia de agua ubicado en la localidad burgalesa de Covanera (España), al sur de la cordillera Cantábrica. Presenta grandes caudales en época lluviosa (se han llegado a medir 4710 L/s) a los que sigue un fuerte agotamiento (con un mínimo de 34 L/s en octubre de 2010). Es uno de los lugares más visitados del Valle del Rudrón.

## Situación topográfica
Coordenadas UTM de la surgencia:
- Huso: 30 | Datum: ETRS89
- Coordenadas del punto UTM: X: 434.829 Y: 4.731.779 Z: 701,47 m
- Ubicación: Lat: 42º44′08,74″ N Lon: 3º47′46,12″ O[3]
- Caudal medio anual: 1000 L/s
- Longitud hasta la desembocadura al río Rudrón: 250 m. Arroyo Las Pisas es como se llama en Covanera hasta la desembocadura.
- Longitud subacuática explorada: 13 600 m (a fecha del 30 de agosto de 2015)

## Descripción geomorfológica
Está situado en el valle del Rudrón. Es el nombre que se dio en Covanera a una surgencia de agua que no brota a nivel de superficie sino en profundidad y es de color azul. La concavidad que genera tiene un diámetro de 7 m y una profundidad de 10 m. Esta profundidad no es uniforme; la pared del pozo del lado de la montaña es la roca madre y desciende en vertical mientras que el inicio del cauce desciende en talud a veces poco pronunciado de cantos rodados y piedras de la ladera de la montaña.
Tan poderosa ha sido su labor a lo largo de millones de años que el agua que brota ha ido excavando un vallejo que concluye cuando desemboca en el río Rudrón. Ese vallejo se debe recorrer para llegar al pozo.

## Aspectos geológicos
Surgencia de origen kárstico, condicionada por la presencia de roca sedimentaria compuesta de carbonato cálcico (CaC03), tipo calcita, originada en la era mesozoica, (Cretácico superior). Por debajo de estos estratos aparecen arenas, areniscas y conglomerados del periodo Cretácico inferior.
El agua que descarga procede del anticlinal de Huidobro. Es conocido que cuando se hicieron prospecciones petrolíferas por Huidobro y proximidades, el agua salía turbia por este pozo; sirvió referencia importante para determinar la procedencia del agua. Por debajo de la caliza, arenas y conglomerados aparecen margas y arcillas impermeables que retienen el agua e impiden que se filtre.

## Aspectos de espeleología subacuática
Atravesar la surgencia implica penetrar en la montaña que lo alberga. Lo conocido en la actualidad consta de 10 partes esenciales.
- La primera es la más próxima y comienza donde se ve surgir el agua. Es el inicio de un sifón (S1) de una longitud de 700 m y una profundidad variable que no sobrepasa los −20 m; una galería angosta y en algunos tramos muy difícil poder recorrerla.
- Concluido este sifón se llega a una galería, por encima de la superficie del agua, agua que discurre como si de un río subterráneo se tratara. Tiene una longitud de 300 m, donde se puede respirar sin ninguna dificultad. Los espeleobuceadores la denominan «la Burbuja», (G1) nombre asignado por el grupo Standard cuando en 1979 accedieron por primera vez (desarrollo en exploración). Tal galería G1 es de 300 m de longitud.
- Concluido este tramo se llega a otra concavidad totalmente cubierta de agua. Es un segundo sifón (S2) gigantesco, donde la cantidad de agua se debe medir por hectómetros cúbicos. Ahí se pierde toda referencia espacial. Es imprescindible seguir un cordón guía clavado en la pared para tener alguna referencia. S2 tiene una profundidad variable con el punto más bajo a −71 m y una longitud de 5160 m.
- A continuación se accede a la segunda galería aérea (G2). Los buceadores la llaman Tipperary. Sirve como campamento base en el que hacen acopio de material e incluso pasan la noche si es necesario. La longitud de Tipperary ronda los 500 m.[8]
- De nuevo se genera el tercer sifón (S3) de 3275 de largo y con una profundidad variable cuyo punto más bajo es de -40 m. concluido el cual surge
- Otra galería aérea (G3) de 180 m (Razor Passage).
- Tras G3 surge un 4º sifón (S4) de 140 m de longitud y con un punto más bajo indeterminado. Concluye en una nueva galería.
- Galería aérea (G4) Razor II de unos 500 m en cuyo extremo final surge el quinto sifón (S5).[9]
- Quinto sifón (S5). De unos cientos de metros. Ya no es un único tubo sino que se llega a una ramificación.[10]
- En una de esas nuevas entradas ha aparecido otra galería aérea.
- Tras esa galería se ha descubierto un sexto sifón (S6).

Durante la campaña de 2015 que finalizó el 30 de agosto, el protagonismo correspondió a un solo hombre, Jason Mallison. Avanzó 600 m de espacio por encima de la superficie del agua, en galería descubierta el año anterior, tras la que ha encontrado un nuevo sifón (S6).
Este año, desde Tipperary se ha recorrido 300 m de un ramal en galería ascendente.
Esta distancia implica nuevas dificultades, siendo un nuevo reto que deberá superar todo equipo en su próximas exploraciones.
La longitud explorada del Pozo Azul ha llegado a 13 600 m en agosto de 2015. La cueva continúa.
Por sus características geológicas, hidrológicas y biológicas, es objeto de estudio para la ciencia española.

## Biótica
También es conocido porque en su interior se han encontrado algunas especies endémicas. En 1983 se detallaron nuevas especies de fauna acuática especificadas por el Museo Nacional de Ciencias Naturales. En él viven truchas, denotando la pureza de su agua, con una temperatura que oscila de 9 a 11 °C todo el año.

## Exploración

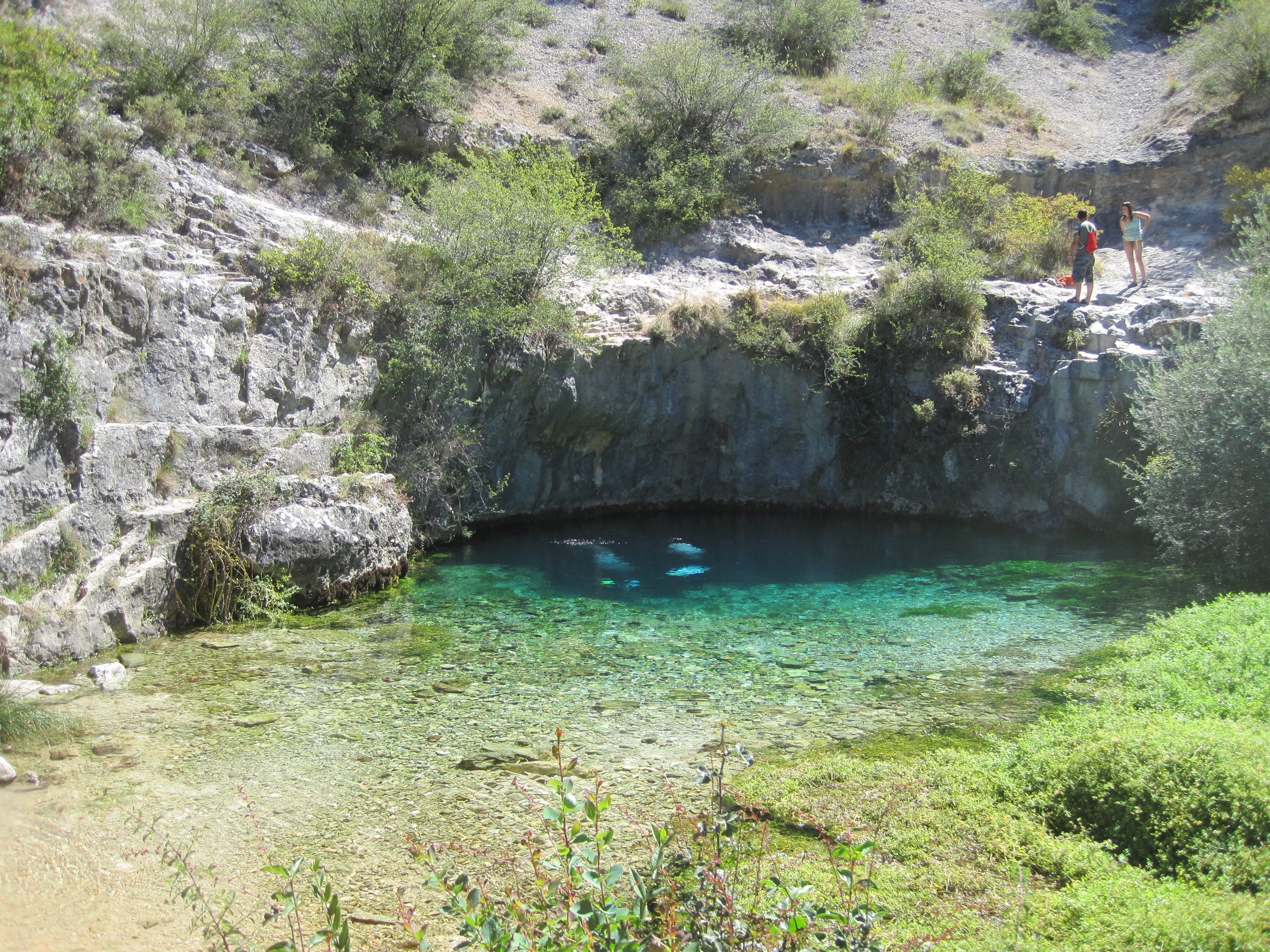
Cambio de color. Variación de la profundidad.

Desde siempre este nacimiento ha sido motivo de curiosidad. Hay algunos relatos de carácter literario que aluden a él.
La exploración comenzó en los años sesenta del siglo XX hasta la actualidad, con carácter intermitente dependiendo del periodo del año, del grupo de exploradores y de los patrocinadores. En la actualidad todavía se sigue avanzando en G4.
- Desde 1964 se inició el proceso de exploración en S1 que continuaron con Joaquín Plana del G. E. Edelweiss.[13]

Las dificultades para recorrer S1 fueron muy grandes debido a lo angosto y difícil. Desde entonces no han cesado las inmersiones tanto por este grupo como el G.E. Standard, ya en 1978, fecha en la que este grupo llega a la Burbuja. También se llega a S2.
- En la década de los 90, fueron los grupos G.E. Gaia y Cave Diving Group (CDG) los que prosiguieron esta labor. Rupert Skorupka, de este último, toma contacto con esta cavidad, lo que supondría la entrada en escena de los espeleobuceadores británicos.
- En 2001, Jason Mallinson, también del Cave Diving Group (CDG), continuó avanzando en S2. Lo mismo sucedió al año siguiente pasando la exploración de este sifón de 1250 m a 1950 m, siendo el punto más bajo alcanzado de −60 m.
- En 2004, se sumará la topografía de S2, labor que inició el británico Ruper Skorupka en junio de 2004, topografiando los primeros 320 m.
- En el año 2005, se realizaron el levantamiento topográfico (grado BCRA 5C) la Burbuja entre S1 y S2.
- En 2006, Jason Mallinson llegó a los 3800 m sin haber llegado al final del segundo sifón.
- La campaña de 2007 supuso la colaboración de espeleobuceadores españoles, ingleses y holandeses y se alcanzaron los 3530 metros de desarrollo en S2, con una profundidad máxima de −71 m.
- En 2010, se batió el récord del mundo en mayor distancia desde la entrada en espeleobuceo.[14]
- En agosto de 2013, se exploraron hasta 11 595 m.[15][16]
- En agosto de 2014, los buceadores Jason Mallison y René Houben (británico y holandés) exploraron un kilómetro más respecto la marca del año 2013. Tras este hecho la cueva supera los 13 km de longitud.[17]
- En agosto de 2015, el protagonismo correspondió Jason Mallison que avanzó 600 m de espacio por una galería por encima de la superficie del agua, a la que sigue el 6.º sifón.

Desde hace años el protagonismo de la exploración lo lleva el grupo inglés antes citado. Como únicos representantes españoles son los componentes de un grupo de Avilés (Asturias).
Casi todas las inmersiones se realizan preferentemente en los meses de verano, al ser el momento propicio tanto por el régimen hídrico como por las condiciones climáticas.
La utilización de torpedos para impulsarse en las profundidades es habitual.
También se han realizado fotografías y documentales de gran calidad.